# Le Trèfle - Les nouveaux écologistes
 (mars 2024).
Le Trèfle - Les nouveaux écologistes est un mouvement politique écologiste français, créé en 1993 sous la dénomination Les nouveaux écologistes du rassemblement nature et animaux (alors abrégé en NERNA) par Bernard Manovelli.

## Historique
Bernard Manovelli, un avocat, ancien membre du Rassemblement pour la République, fonde au début des années 1990 trois partis : Les nouveaux écologistes du rassemblement nature et animaux (NERNA), le Parti pour la défense des animaux (PPDA) et l'Union nationale écologiste (UNE).
Cet avocat des inculpés de la tuerie d'Auriol fut candidat aux élections municipales de 1983 à Marseille, à la tête d'une liste de droite extrême Marseille-Sécurité,,. Dépassant les 5 % des suffrages dans les Ier et IIIe secteurs, il est approché par les deux autres candidats, Jean-Claude Gaudin (UDF) et Gaston Defferre (PS). C'est finalement avec le premier qu'il fusionne sa liste dans les deux secteurs, et se fait élire au conseil municipal avec un autre de ses colistiers, Gilbert Gaspieri. En, 1988, Manovelli est élu conseiller général divers droite dans le Canton de Marseille-la Blancarde.

Ancien logo

Bernard Manovelli doit démissionner de son mandat à la suite d'une condamnation pour fraude électorale le 26 mars 1991 par le tribunal de grande instance de Marseille. Mais il se représente avec le soutien du RPR et de l'UDF à la cantonale partielle des 2 et 9 juin 1991, réélu au second tour avec 58,9 % des suffrages,. La condamnation de 1991 a toutefois été confirmée le 6 avril 1992 par la cour d’appel d’Aix-en-Provence.
Il est une nouvelle fois condamné à une peine d'inéligibilité le 2 septembre 1993 par le Conseil constitutionnel pour non-dépôt de ses comptes de campagne aux législatives. Une dizaine d'autres candidats du Trèfle subissent le même sort. Lors d'un débat parlementaire, le député RPR Raoul Béteille observe que la Commission nationale de contrôle des comptes de campagne et des financements politiques "a saisi le Conseil constitutionnel de 402 dépôts de compte hors délai, concernant principalement des candidats des trois petites listes inspirées par M. Manovelli.".
À la suite du décès de Manovelli le 8 juillet 1995 à l'âge de 46 ans, Albert Lapeyre reprend la présidence du parti. Il fut président du Parti pour la défense des animaux (PPDA, créé en 1991 par Manovelli), dissous quelques années plus tard en 2007, et conseiller d'arrondissement de droite (élu sur la liste de Jean-Claude Gaudin en 2001 et en 2008) à Marseille, membre de l’Institut Charles de Gaulle, membre du conseil d'administration de Debout la République. Il a quitté cette fonction en 2006[réf. nécessaire].
Le 21 décembre 2001, le mouvement est renommé « Le Trèfle - Les nouveaux écologistes - Homme - Nature - Animaux », abrégé en « Le Trèfle - Les nouveaux écologistes » pour les élections législatives. Contrairement au PPDA dissout en 2007, l'Union nationale écologiste (UNE), ayant pour actuel président Yves Castanet et pour secrétaire général Patrice Daudé, maintient son autonomie, tout en renouvelant des alliances avec Le Trèfle aux élections législatives, régionales et cantonales.
La 26 novembre 2024, Le Trèfle, France Écologie et Les Universalistes annoncent lancer une plate-forme d'idées baptisée La France Naturellement. Elle se fixe pour objectif de structurer une pensée écologiste à la droite de l'échiquier politique.

## Participations électorales

### Législatives de 1993
Dirigeant une cinquantaine d'associations de protection animale à l'échelle nationale, Bernard Manovelli est également l'auteur d'un Manifeste Universaliste, publié un an avant les échéances législatives, et détaillant son positionnement politique. Après avoir présenté 501 candidats au premier tour des élections législatives de 1993 et obtenu 700 000 voix, soit 3,2 % des suffrages exprimés, l'élu marseillais appelle le 22 mars 1993 ses électeurs « à voter et à faire voter massivement en faveur des candidats du RPR et de l’UDF »,. L'ensemble de ces candidats portaient les étiquettes des trois partis créés par Manovelli, respectivement 262 pour le NERNA, 150 pour le PPDA et 117 pour l'UNE.

#### Financement public
La loi du 15 janvier 1990 prévoyait qu'une fraction des crédits de l'État alloués au financement des partis devaient être alloués « proportionnellement aux suffrages qu'ils ont recueillis au premier tour des dernières élections législatives ». En présentant un peu plus de 500 candidats à travers la France, les trois partis créés ont bénéficié ainsi d'un financement public d'environ 7,5 millions de francs. Ainsi, directement concurrencés par ces candidats « écologistes », les Verts dénonçaient le but de ces candidatures comme étant de « récupérer le financement officiel des partis politiques prévu par la loi ». Dans son ouvrage Le financement de la vie politique en France (1995), Jean-Pierre Camby observe que le mouvement a obtenu « de 3 millions de francs en 1993 et de 3,8 millions de francs en 1994 grâce à des candidats dont la plupart n'ont pas fait de campagne active »
Lors d'un débat sur une proposition de loi sur le financement de la vie politique à l'Assemblée nationale le 13 décembre 1994, le "cas Manovelli" est abordé à six reprises par des élus de divers bords politiques. Le rapporteur Raoul Béteille (RPR) déclare en séance plénière « l'affaire Manovelli ! Beaucoup de gens ont été candidats, parce que c'était indispensable à l'escroquerie légale ainsi mise en œuvre, alors qu'ils ignoraient qu'ils avaient été déclarés comme tels ». Le député Jacques Brunhes (PCF) lui répond « Comme vous tous, nous avons été indignés par certaines candidatures qui n'avaient pour seul objectif que de recueillir des fonds substantiels ». Le Ministre de l'intérieur Charles Pasqua (RPR) déclare au cours de la même séance que « Le seuil retenu ne suffirait pas à écarter du bénéfice de l'aide publique des « partis » créés pour la circonstance puisque, à titre d'exemple, les partis créés autour du thème de la défense des animaux par M. Manovelli ont présenté plus de cinquante candidats dont un grand nombre ont obtenu plus de 2,5 pour 100 des suffrages exprimés dans leur circonscription. On notera que l'élimination de formations de ce type est d'ailleurs assurée par les dispositions qui font l'objet des articles 1 et 7 de la proposition de loi ».
L'adoption de la loi aura pour conséquence que les voix recueillies par des candidats ayant été déclarés inéligibles pour n'avoir pas déposé de comptes de campagne dans les délais, ou dont ceux-ci n'ont pas été acceptés, ne seront plus pris en compte pour le calcul du financement public, les trois étiquettes « manovellistes » perdent ainsi en 1995 60 % des voix comptabilisées aux législatives de 1993 et passent de 3,8 à 2,7 millions de francs de financement public. Par ailleurs, l'acte de candidature doit désormais être déposé en préfecture par le candidat ou son suppléant, à la suite de la découverte de candidats présentés à leur insu après avoir signé une pétition contre la vivisection. Cependant, ce dernier aspect est contesté par les décisions rendues par le Conseil Constitutionnel, qui a rejeté les recours de candidats des Verts et de Génération Écologie prétendant que la candidature NERNA de leur circonscription aurait été présentée de manière irrégulière,,,,.

### Législatives de 1997
En 1997, NERNA obtient 100 000 voix en présentant 143 candidats.

### Législatives 2002
À l'occasion des législatives de 2002, le parti devient "le Trèfle - Les Nouveaux Écologistes - Hommes, Nature, Animaux" et présente 182 candidats à travers la France.
Pour la première fois, le mouvement a conclu une alliance partielle avec le Mouvement Homme Animaux Nature, dans un contexte de multiplication des candidatures écologistes, dont celles issues de Cap21 et la campagne présidentielle de Corinne Lepage, mais aussi des partis créés pour l'occasion (comme Renouveau Écologique) et des scissions des partis traditionnels. Toutefois, des candidats du Trèfle et du MHAN s'affrontent dans certaines circonscriptions des Bouches-du-Rhône et de la Côte d'Azur, ancrage local historique des deux formations.
À la suite des législatives de 2002, le quotidien Libération classait "le Trèfle-Nouveaux Écologistes du rassemblement nature et animaux" (sic) "en tête des profiteurs des deniers de l'État": "avec environ 95 000 voix, le roi du «Trèfle» peut d'ores et déjà tabler sur 150 000 euros par an  pendant les cinq prochaines années".
En 2005, deux députés UMP, Jérôme Rivière (Alpes-Maritimes), à l'époque adhérent de La Droite libre (et depuis 2006 du CNI, candidat UMP dissident aux législatives de 2007), et Patrick Labaune (Drôme), à l'époque vice-président national de Debout la République (dont Albert Lapeyre, président du Trèfle, était membre du conseil d'administration), adhèrent au Trèfle pour le versement de l'aide publique dont bénéficient les partis et groupements politiques, ce qui place ce parti parmi ceux représentés au parlement.

### Régionales de 2004
Le Trèfle prend part à ces élections dans deux régions. Dans la région Provence-Alpes-Côte d'Azur, la liste conduite par le conseiller régional sortant Patrice Miran (MEI) et soutenu par le Trèfle, le MHAN et la CEI obtient 2,85% des suffrages et plus de 50 000 voix. En Nord-Pas-de-Calais, la liste MEI-Le Trèfle d'Henri Bailleul décroche 2,05%. Enfin, le représentant du Trèfle dans la Nièvre, Lionel Duployez, est colistier de Julien Gonzalez (MEI) en Bourgogne, qui décroche 5,21% au premier tour de scrutin.

### Présidentielle et législatives de 2007
Le 8 juin 2006, un accord électoral de non-concurrence pour les législatives 2007 a été conclu entre Le Trèfle, le Mouvement homme animaux nature (fondé par Liliane Sujansky, ancienne directrice de la SPA et de la Fondation Brigitte Bardot, et Jacques Leboucher, un ancien membre du RPR), Génération écologie-Les Bleus et le Mouvement écologiste indépendant.
En vue de l'élection présidentielle, le Trèfle ne donne aucune consigne de vote. Toutefois, certains de ses cadres, ayant créé en 1986 l'Union gaulliste de France avec Albert Lapeyre comme « président actif » (en 2012, Albert Lapeyre dernier reste président d'honneur, Bernard Tallès, président d'honneur fondateur et Stéphane Galardini, président), prennent position pour Nicolas Sarkozy par la voix de cette association.

### Régionales de 2010
Le Trèfle n'a pas participé en tant que tel aux élections régionales de 2010. Entre les deux tours, Jean-Marie Guillaumin, délégué départemental du Trèfle pour l'Allier et régional pour l'Auvergne, a prononcé un discours à un meeting à Montmarault pour soutenir la liste de Daniel Dugléry (UMP).

### Cantonales de 2011
Le Trèfle présente un grand nombre de candidatures dans les Bouches-du-Rhône, obtenant entre 1 et 7% des suffrages exprimés. Ce n'est pas la première fois que le mouvement se présente à ces scrutins; sa première participation remonte à 1998.
Par ailleurs, Jean-Marie Guillaumin, candidat du Trèfle dans le canton de Bourbon-l'Archambault (Allier), était également soutenu par l'« Union centriste » qui, dans l'Allier, était la section départementale de l'association « Rassembler les centristes » de Jean Arthuis, actuelle Alliance centriste,. Il a obtenu 165 voix (6,66 %).
Dans le Nord Pas de Calais, Eric Denœud était le seul candidat du Trèfle dans le canton de Tourcoing Nord-Est. Il a réalisé un score de 3,75 %.

### Législatives de 2012
Dans le cadre de l'élection présidentielle de 2012, le Trèfle apporte son soutien à la candidature de Jean-Louis Borloo. En vue de financer la campagne, les 13 députés et 6 sénateurs du Parti radical, présidé par ce dernier, se rattachent financièrement au Trèfle, ce dernier rétrocédant la totalité des fonds perçus pour la préparation du scrutin présidentiel. En effet, le Parti radical ne pouvait obtenir de financement public, ses parlementaires ayant été élus en 2007 sous l'étiquette UMP. Le parti d'Albert Lapeyre, quant à lui, tenait son éligibilité à l'aide d'état des élections législatives. Le procédé est présenté comme une manœuvre par la presse et certaines personnalités politiques.
Pour les élections législatives, les deux partis sont convenus de ne pas présenter de candidats concurrents dans les mêmes circonscriptions, et de reprendre leur indépendance après les élections.

### Législatives de 2017
Dans l'optique des législatives de 2017, le Trèfle rejoint en 2016 la Confédération pour l'homme, l'animal et la planète, constituée du Mouvement Hommes Animaux Nature et du Mouvement écologiste indépendant.

### Municipales de 2020
Le Trèfle participe aux élections municipales de Marseille et soutient la candidature de Bruno Gilles. Le président du trèfle Albert Lapeyre est candidat pour les 4 et 5ème arrondissement et y sera élu conseiller du IIIème secteur de Marseille. Laurence Luccioni est elle élue conseillère municipale de Marseille, Conseillère du VIème secteur de Marseille déléguée aux Droits des Femmes, le Handicap et la Cause animale. Dans le Nord, Marc Dehondt est élu à Rousies, et devient 7ème adjoint au maire à l'Environnement et à la Cause animale.

### Départementales de 2021
Le Trèfle présente et soutient plusieurs candidatures dans les Bouches-du-Rhône et en Ile-de-France.

### Législatives de 2022
Lors des élections législatives de 2022, le Trèfle participe à la coalition "Tous Unis pour le Vivant" avec le MEI, le MHAN, le Mouvement pour les Animaux, L'Écologie Autrement et France Écologie. Associés à la Fédération des Pays Unis, ils présentent ensemble 187 candidatures. En raison du ralliement d'Europe Écologie Les Verts à l'union de la gauche, ils obtiennent des résultats nettement supérieurs à ceux des autres années : près de 40 000 voix et une moyenne de près de 3%. La coalition réalise, elle, près de 182 000 voix, la plaçant en tête des coalitions écologistes du pays.
Lors de la législative partielle de la seconde circonscription des Yvelines d'octobre 2022, le Trèfle apporte son soutien à la candidature de Pascal Thévenot,.

### Européennes de 2024
Le Trèfle fait partie du collectif « Écologie positive et territoires », qui présente une liste aux élections européennes de 2024, conduite par Yann Wehrling et soutenue par Corinne Lepage, Cap21, Écologie positive, France Écologie, Les Universalistes, 100 % Citoyens et la Fédération des Pays unis, coalition régionaliste regroupant notamment Bastir Occitanie, le Parti breton et le Parti nationaliste basque.

### Législatives de 2024
Les écologistes du Trèfle ne présentent qu'un seul candidat, Jean-Marie Guillaumin, dans la première circonscription de l'Allier, soutenu par le Trèfle, les Universalistes et l'UDI via l'étiquette "Verts démocrates".
Le Trèfle soutient toutefois les candidats présentés par Tous Unis pour le Vivant et Écologie Positive et Territoires. Parmi eux, on compte 10 candidats du Mouvement Pour les Animaux, 7 des Universalistes, 5 de 100% Citoyens, 4 de Cap21, 3 de France Écologie et 3 d'Écologie Positive.

## Élus
Bien que le site internet actuel du Trèfle ne mentionne pas d'organisation interne, il indique que le mouvement dispose de trois élus :
- Albert Lapeyre, conseiller du troisième secteur de Marseille, président du parti.
- Laurence Luccioni, conseillère municipale de Marseille, conseillère déléguée du sixième secteur de Marseille
- Marc Dehondt, adjoint au maire de Rousies.

## Figures politiques
Après le décès subit du président Albert Lapeyre le 26 avril 2025, les instances des Ecologistes du Trèfle ont désigné Joël-Pierre Chevreux pour lui succéder . Le bureau est alors composé de Joël-Pierre Chevreux (président), Jean-Marie Guillaumin (vice-président), Dominique Laumonier (trésorier), Nicolas Lapeyre et Jérémy Bizet.